# Michelle Mueller
Michelle Mueller (née le 20 novembre 1963 à Pickering) est une cavalière canadienne de concours complet.
Aux Jeux olympiques d'été de 2012 à Londres, elle est éliminée de l'épreuve individuelle et 13e de l'épreuve en équipe avec Hawley Bennett-Awad, Peter Barry, Rebecca Howard et Jessica Phoenix.